# Танака, Канэ
Канэ Танака (яп. 田中カ子, урожд. Ота; 2 января 1903 — 19 апреля 2022) — японская супердолгожительница, возраст которой подтверждён Исследовательской группой геронтологии (GRG), а также Книгой рекордов Гиннесса. После смерти Тиё Мияко 22 июля 2018 года по 19 апреля 2022 года она была самым старым живым человеком Земли. Также она являлась старейшим человеком Японии за всю историю и 2-м в мире (после Жанны Кальман). Канэ Танака — последний человек, родившийся в 1903 году. Её возраст на момент смерти составлял 119 лет 107 дней, это соответствует 43 572 дням.

## Биография

### Ранняя жизнь
Танака родилась 2 января 1903 года в деревне Кадзуки (ныне Фукуока), Фукуока. Канэ была седьмой из восьми детей Кумакити и Кумы Оты. Она являлась недоношенным ребёнком и питалась молоком кормилицы.
Канэ Танака вышла замуж за двоюродного брата Хидэо Танаку 6 января 1922 года. Своего жениха Канэ Танака не видела вплоть до свадьбы. У них было 4 собственных ребёнка (два сына и две дочери), а также одна приёмная дочь. Старшая дочь Канэ скончалась вскоре после рождения, а приемная дочь умерла от болезни в 23 года в 1945 году. Младшая дочь Канэ Танаки скончалась в возрасте одного года в 1947.
Пара работала в семейном магазине, где продавали лапшу сируко и удон, рисовые лепешки и сладости. В 1937 году мужа Канэ призвали на военную службу, которая длилась до 1939 года. Её старший сын Нобуо участвовал во Второй мировой войне, ближе к концу которой был взят в плен. В 1947 году его освободили из Сибири и он вернулся домой. Во время войны Канэ с мужем также помогали троим детям родственников, чьи родители погибли. Также сообщалось, что в то время Танака страдала от паратифа.

### После Второй мировой войны
В 46 лет Канэ победила рак поджелудочной железы. В 1961 году она крестилась под влиянием пасторов с американских военных баз и до 103 лет посещала церковные службы. Ушла на пенсию в возрасте 63 лет (по другим данным в 102 года). В 1970-х годах она посетила Калифорнию и Колорадо в США, где жили несколько её племянниц и племянников. В 1993 году, в 90 лет Канэ овдовела после 71 года брака.

### Поздние годы
В 103 года у Танаки был диагностирован рак толстой кишки, однако она вновь смогла победить болезнь после пятичасовой операции. Её сын написал книгу о Канэ, когда ей было 107 лет, в которой рассказывается о её жизни и долголетии. Её внучатый племянник считает, что она прожила столько лет благодаря своей вере в Бога. Сама же Танака считает, что секрет её долгожительства — семья, надежда, здоровый сон и диета.
По состоянию на 2018 год Канэ Танака проживала в префектуре Фукуока. В возрасте 115 лет она передвигалась с помощью ходунков и жила в доме престарелых. Она писала стихи и вспоминала свои поездки в США. Также она увлекалась каллиграфией и вычислениями. Когда у неё спросили, сколько она хочет ещё прожить, она сказала, что хочет прожить ещё 5 лет.
22 июля 2018 года, после смерти своей соотечественницы Тиё Мияко, Канэ Танака стала старейшим живым человеком.
9 марта 2019 года Канэ Танака была официально признана Книгой рекордов Гиннеса и получила соответствующий сертификат.
В январе 2020 года Танака отпраздновала своё 117-летие в кругу семьи и друзей в доме престарелых. Однако в январе 2021 года она не смогла таким же образом отпраздновать свой 118-й день рождения из-за пандемии COVID-19.
В январе 2020 года завела твиттер-аккаунт.
В марте 2021 года её родственник сообщил в социальных сетях, что Танака заболела вскоре после того, как ей исполнилось 118 лет, но успешно выздоровела. На фотографии от февраля 2021 года Танака была запечатлена с кислородной трубкой.
Планировалось, что Танака будет нести олимпийский огонь во время отложенной эстафеты факела Олимпийских игр в Токио в 2021 году, когда пламя пройдет через Симе, Фукуока, 11 мая 2021 года. Ожидалось, что семья Танаки будет толкать её в инвалидной коляске на протяжении большей части 100-метрового пути, но Канэ пройдёт несколько последних шагов, прежде чем передать факел следующему бегуну. Позже от этой идеи отказались из-за опасений, что Танака может заболеть коронавирусом.
В сентябре 2021 года получила вакцину против COVID-19, что сделало её старейшим человеком, который был вакцинирован против этой инфекции.

### Смерть
Канэ Танака умерла в больнице в 18:11, 19 апреля 2022 года в возрасте 119 лет и 107 дней. Смерть наступила из-за преклонного возраста. Она умерла спустя 10 дней как её признали вторым самым старым подтверждённым человеком в истории. Церемония похорон и прощания состоялась 29 апреля в 10 часов утра в Хигаси-ку, город Фукуока, и главой траура была её сноха (жена её второго сына). Внук Танаки рассказал, что она заболела с конца прошлого года и неоднократно поступала в больницу и выписывалась из неё, но это была внезапная смерть.
На момент своей смерти была самым старым живущим человеком Земли. После её смерти старейшим живущим на Земле человеком стала Люсиль Рандон, а Фуса Тацуми стала самым старым подтвержденным живым человеком в Японии.